# Capitol (Jena)

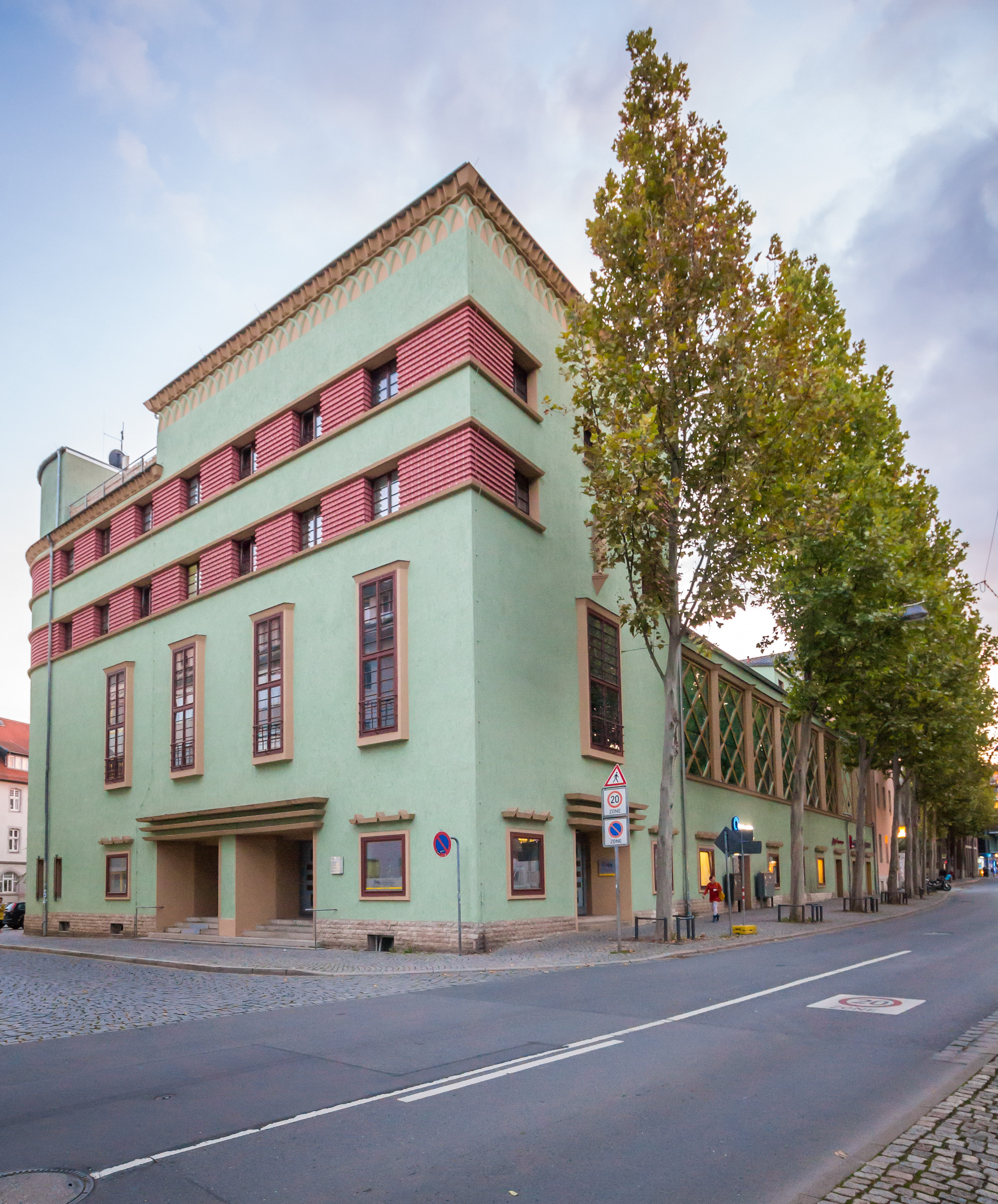
Das ehemalige Kino im September 2015

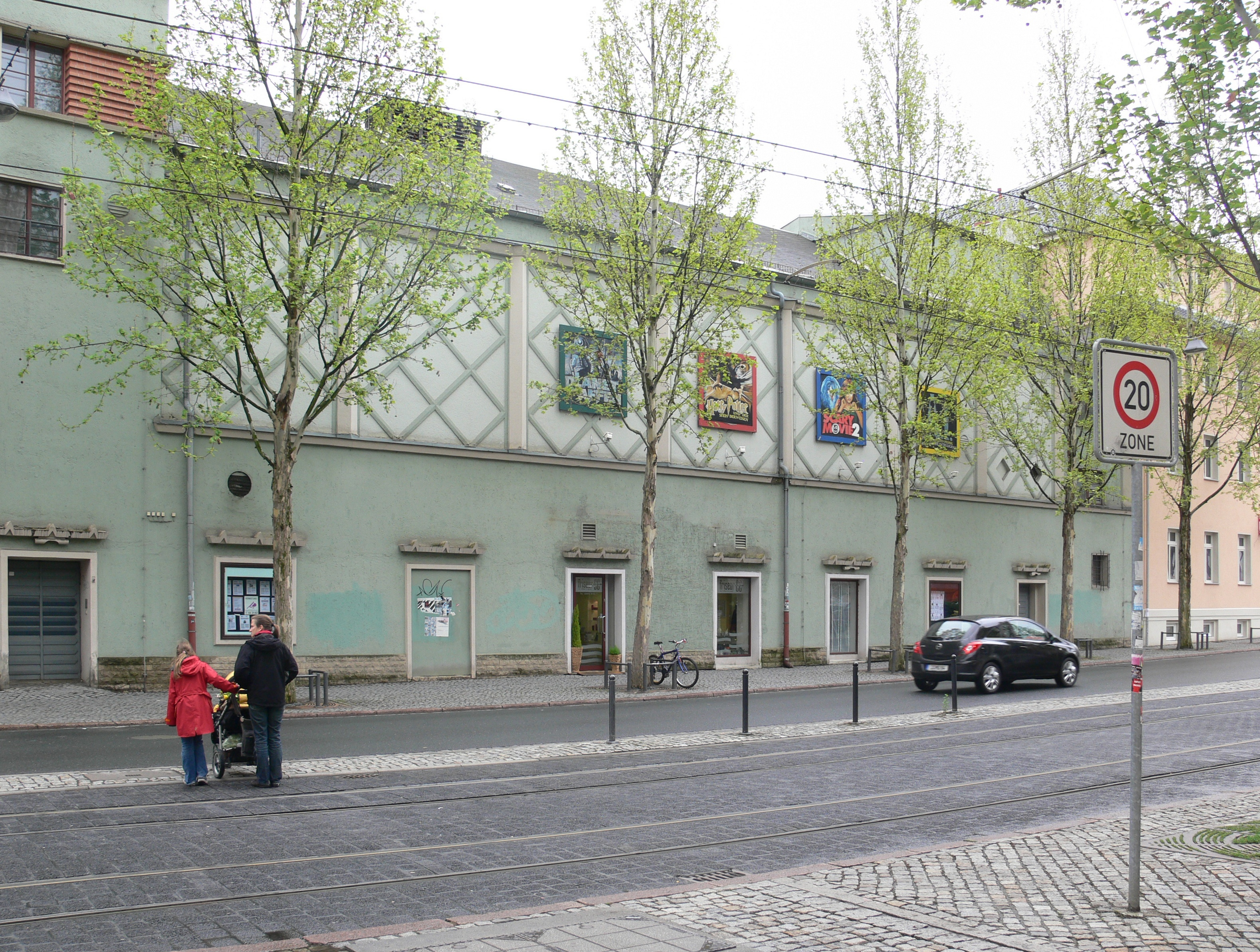
Das Kino im Mai 2010 unmittelbar vor Beginn der Sanierung

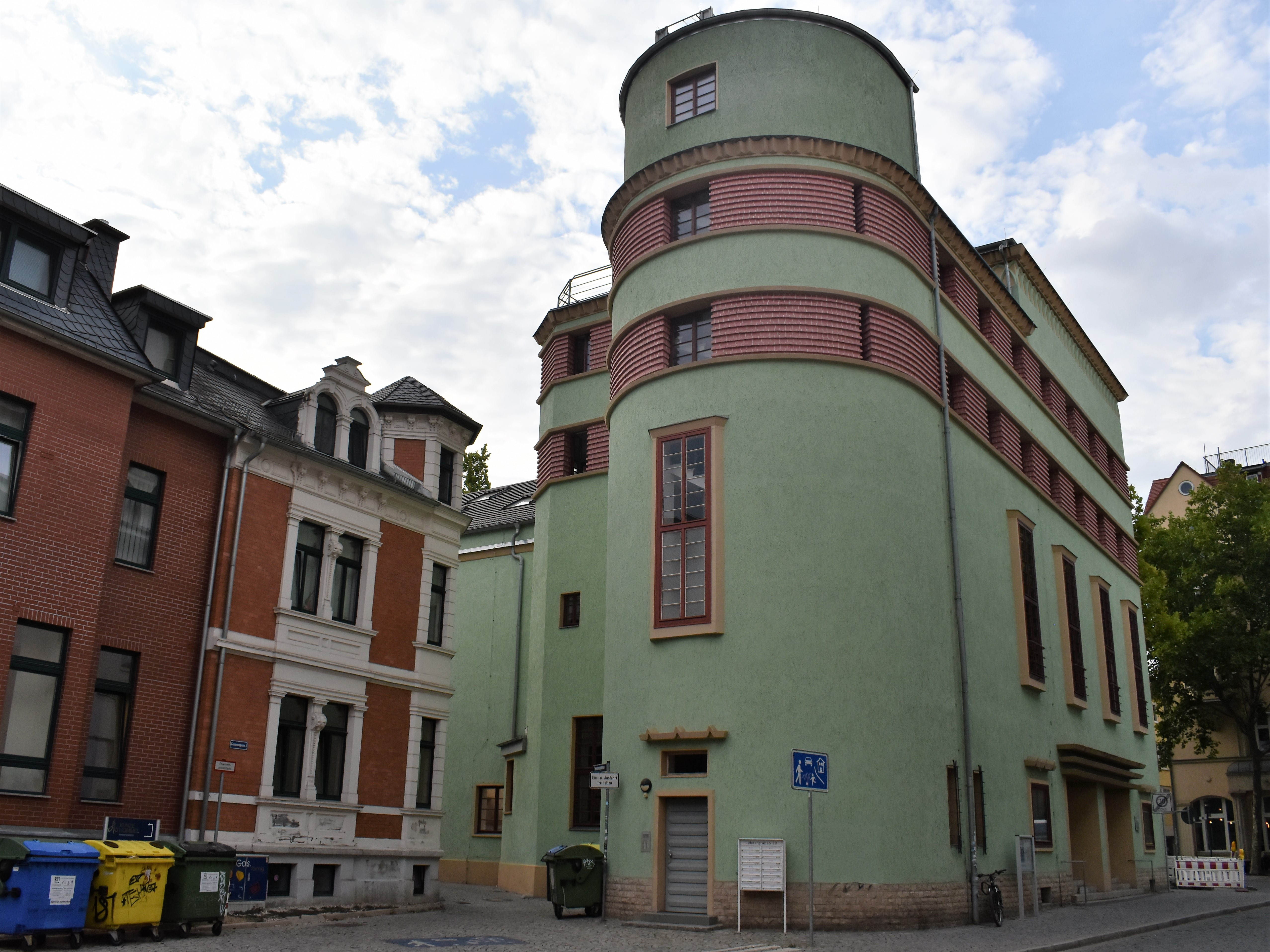
Straßenabgewandte Seite des Capitols nach der Sanierung.

Das Capitol ist ein denkmalgeschütztes Gebäude und ehemaliges Kino in Jena in Thüringen.

## Geschichte
Das Capitol wurde in den 1920er Jahren im Art-déco-Stil nach einem Entwurf des 1919 in Jena gegründeten Architekturbüros Schreiter & Schlag errichtet. Am 2. April 1927 wurde das Capitol eingeweiht. Ausgestattet mit 1200 roten Sesseln bot es Platz für Kino-, Theater- und Varietéaufführungen. Das Capitol war bei seiner Eröffnung das größte Kino Thüringens.
Nach dem Ende des Zweiten Weltkriegs nahm die sowjetische Besatzungsmacht das Capitol in Beschlag und nutzte es fortan als Kommandantur der Roten Armee. Erst Jahre später begann der Filmbetrieb wieder, zunächst unter sowjetischer Beteiligung, was dem Kino den Spitznamen Russenkino einbrachte.
1982 wurde das Haus wegen Baumängeln geschlossen und 1984 umgebaut. Das Gebäude wurde bis auf die Außenmauern entkernt und ein zweites Kellergeschoss geschaffen. Seit der Sanierung verfügte das Kino über drei Kinosäle, neben dem großen Saal gab es ein Studiokino für anspruchsvolle Filmproduktionen und ein Klubkino speziell für Kinderfilme. 1987 feierte der DEFA-Kinderfilm Der Schwur von Rabenhorst seine Uraufführung im Capitol.
Nach der Wende übernahm 1990 die Filmtheaterbetrieb Jena GmbH mit Sitz in Bochum das Capitol. Durch einen weiteren Umbau wurden ein vierter und fünfter Kinoraum geschaffen. Im Februar 2009 schloss das Capitol endgültig als Kino.
Ab 2010 wurde das Gebäude in 17-monatiger Bauzeit denkmalgerecht anhand erhaltener Originalbefunde für 6,5 Millionen Euro saniert und wird seitdem als Wohn- und Geschäftshaus mit 14 Wohnungen genutzt.